# Município de Perry (condado de Logan, Ohio)
O município de Perry (em inglês: Perry Township) é um município localizado no condado de Logan no estado estadounidense de Ohio. No ano de 2010 tinha uma população de 992 habitantes e uma densidade populacional de 14,29 pessoas por km².

## Geografia
O município de Perry encontra-se localizado nas coordenadas 40° 20′ 55″ N, 83° 34′ 11″ O. Segundo o Departamento do Censo dos Estados Unidos, o município tem uma superfície total de 69.42 km², da qual 69,3 km² correspondem a terra firme e (0,17 %) 0,12 km² é água.

## Demografia
Segundo o censo de 2010, tinha 992 pessoas residindo no município de Perry. A densidade populacional era de 14,29 hab./km². Dos 992 habitantes, o município de Perry estava composto pelo 98,49 % brancos, o 0,1 % eram afroamericanos, o 0,2 % eram amerindios, o 0,2 % eram asiáticos, o 0,3 % eram de outras raças e o 0,71 % eram de uma mistura de raças. Do total da população o 0,81 % eram hispanos ou latinos de qualquer raça.